# زن سفید مجرد
زن سفید مجرد (به انگلیسی: Single White Female) فیلمی محصول سال ۱۹۹۲ و به کارگردانی باربت شرودر است. در این فیلم بازیگرانی همچون بریجیت فوندا، جنیفر جیسن لی، استیون وبر، پیتر فریدمن، استیون توبولوسکی، فرانسیس بای، کنت توبی ایفای نقش کرده‌اند.